# Einschmelzlegierung
Eine Einschmelzlegierung ist eine Legierung, die zum Einschmelzen in Glas oder Quarz geeignet ist.
Sie ist aufgebaut aus den Stoffen Eisen und Nickel oder aus Eisen, Nickel und Cobalt, die über einen definierten Temperaturbereich einen bestimmten Wärmeausdehnungskoeffizienten besitzt. Der Wärmeausdehnungskoeffizient ist in diesem Temperaturbereich von gleicher Größe wie der von z. B. Gläsern und Porzellanen.
Drähte aus Einschmelzlegierungen werden in die Werkstoffe eingeschmolzen und man erreicht dadurch, auch bei höheren Temperaturen, vakuumdichte Durchführungen für elektrische Ströme. Einsatzbeispiele findet man in der Glühlampen-, Halbleiter- und in der Röhrenfertigung.
Beispiele für Einschmelzlegierungen:
- Invar[3]
- Kovar[4]
- Platinit
- Dilaton[5]
- Vacon[6]